# BERI-Index
Der BERI-Index ist ein Index zur Länderrisikoanalyse und wird von der Business Environment Risk Intelligence S.A. erstellt. Dieses Unternehmen besteht seit 1966 und hat seinen Hauptsitz in Friday Harbor im US-Bundesstaat Washington. Die BERI S.A. analysiert mittlerweile 140 Länder auf Risiken. Die Analyse wird von Experten aus verschiedenen Branchen durchgeführt. Die BERI S.A. besitzt zudem noch ein festes Gremium, das die Einschätzungen überprüft und den eigentlichen BERI-Index zusammenstellt.
Der BERI-Index ist als eine Art Hitliste der Investmentfreundlichkeit verschiedener Länder zu sehen. Der Index wird vor allem in Hinblick auf Globalisierung und Internationalisierung als Hilfsmittel für Unternehmensentscheidungen genutzt.
Der BERI-Index ist nicht öffentlich zugänglich, sondern muss erworben werden.

## Methode
Es wird das arithmetische Mittel aus einem Punktebewertungssystem (0=nicht akzeptabel; 4=sehr gut) mit der so genannten Delphi-Methode durch Expertenbefragungen aus verschiedenen Branchen (Banken, Industrie) sowie von Forschungsinstituten errechnet.
Im Einzelnen setzt sich der BERI-Index aus dem Wert des POR-Indexes (Profit Opportunity Recommendation) zusammen.
Dieser POR-Index entsteht wiederum aus der Summe des ORI-Index (Operation Risk Index); des PRI-Index (Political Risk Index) und des R-Faktor (Rückzahlungsfaktor).

## Der ORI-Index
Der ORI-Index ist ein gewichtetes Mittel aus (im Moment) 15 verschiedenen Kriterien, wie z. B. der politischen Stabilität; dem Wirtschaftswachstum und der Währungskonvertibilität. Aus deren Gesamtbewertung lassen sich dann wie folgt die Ergebnisse ablesen:
- 100-71 Punkte: stabiles Land, hervorragendes Geschäftsklima
- 70-56 Punkte: mäßiges Risiko, einige Erschwernisse im täglichen Betrieb
- 55-41 Punkte: hohes Risiko, schlechtes Geschäftsklima für ausländische Investoren
- 0-40 Punkte: nicht akzeptabel

## Der PRI-Index
Der PRI-Index ist die Bewertung des politischen Risikos, dieses zu bewerten ist schwer zu objektivieren. Der Index setzt sich so aus den Meinungen von Experten aus internen Ursachen politischen Risiko, wie Fraktionalisierung der politischen Macht sowie durch Sprachen oder Volksgruppen zusammen. Sowie der externen Ursachen wie die Einflussnahme von Großmächten und negativem Einflüssen regionaler politischer Gruppen.
Als Symptome für politisches Risiko werden soziale Konflikte, Terrorismus und politische Morde gesehen.

## R-Faktor
Der so genannte Rückzahlungsfaktor stellt das Rückzahlungsrisiko eines Landes bzgl. Schuldenzinsen, Tilgung usw. gegenüber ausländischer Investoren in harter Währung, z. B. US-Dollar, dar. Diese werden in den Klassen 1-4 bewertet. Kriterien dabei sind zum Beispiel Zahlungsbilanzen, Währungsreserven, Auslandsverschuldungen.

## Der POR-Index
Ist die Gesamtbewertung eines Landes aus der Summe der drei Teilindizes ORI, PRI und R-Faktor. Er wird in vier Klassen unterteilt:
1. Land für Investitionen geeignet
2. Land geeignet für langfristige Aktivitäten mit geringem Eigenkapitaleinsatz
3. Land nur geeignet für Außenhandel
4. Land nicht für wirtschaftliche Aktivitäten geeignet

## Beispiel
Der eigentliche BERI-Index entsteht aus der Rangfolge der untersuchten Länder (Liste von 2006):
- 1. USA (75 Punkte)
- 2. Schweiz (74)
- 3. Belgien (73)
- 4. Japan (72)

Weitere:
- Niederlande (66)
- Deutschland (61)
- Portugal (58)
- Österreich (57)
- Türkei (56)
- Tschechien (55)
- Ungarn (55)
- Polen (52)
- China (46)

## Kritik
Der BERI-Index untersucht nur globale Faktoren und keine branchenspezifischen. Zudem enthält er subjektive Urteile, auch wenn diese Einschätzungen von Experten gemacht werden. Der BERI-Index ist vergangenheitsorientiert und besitzt somit nur bedingte Prognosekraft.